# تجربه (فیلم ۱۹۲۱)
تجربه (انگلیسی: Experience) فیلم صامت آمریکایی در ژانر درام اخلاقی است که در سال ۱۹۲۱ منتشر شد، تولید این فیلم را فیمس پلیرز-لسکی برعهده داشت و توسط شرکت پارامونت پیکچرز توزیع گردید. تصور بر این است که فیلم تجربه، یک فیلم گمشده می‌باشد.

## بازیگران
- ریچارد بارتلمس
- لیلیان تاشمن
- مارجوری داو
- کیت بروس
- نیتا نالدی
- فرانک اوانس
- فرانک اوانس